# Derek Lilley
Pour les articles homonymes, voir Lilley.
Derek Lilley est un footballeur écossais, né le 9 février 1974, à Paisley en Écosse. Il joue au poste d'avant-centre. Il réalise la totalité de sa carrière en Écosse et en Angleterre.

## Carrière en club

### Débuts àGreenock Mortonet départ en Angleterre
Lilley fait ses débuts de footballeur professionnel à Greenock Morton où il réussit à attirer l'œil d'un club huppé de Premier League anglaise, Leeds United. Mais son passage à Elland Road est décevant, il n'est titulaire que quatre fois et ne marque qu'un seul but (certes victorieux) lors d'un match à l'extérieur remporté 3-2 par Leeds United contre Barnsley FC, lors duquel Lilley avait remplacé Lee Bowyer.
Il connaît deux prêts de trois mois chacun lors de sa période à Leeds United, le premier pour un retour en Écosse, à Heart of Midlothian et le second à Bury, où il marque chaque fois un but pour son club.
Son transfert à Oxford United fait vraiment décoller sa carrière en lui donnant l'occasion d'être vraiment titulaire et de marquer un nombre respectable de buts. Ces performances attirent alors l'attention du club de l'élite écossaise, Dundee United.

### Retour en Écosse
Sa première saison avec Dundee United est très réussie, notamment dès son premier match où il marque un but décisif contre les Rangers FC, ce qui permet à Dundee United d'arracher le match nul contre un des deux ogres du football écossais. À la fin de la saison, c'est lui qui inscrit le but vainqueur à l'extérieur contre St. Johnstone, victoire qui assure définitivement le maintien de Dundee United en Scottish Premier League.
Les saisons suivantes ne sont malheureusement plus aussi belles, et c'est un Lilley considéré comme en fin de carrière qui quitte Dundee United pour aller à Livingston. Ce transfert est comme une cure de jouvence pour Lilley qui reprend le chemin des filets et y reçoit même le surnom de The Goal Machine. Il inscrit notamment l'un des deux buts de la victoire de Livingston en finale de la Coupe de la Ligue d'Écosse, pour ce qui est la ligne la plus importante du palmarès du club.
À la fin de son contrat avec Livingston, Lilley décide de retourner dans son club formateur, Greenock Morton, pour y finir sa carrière. Il y reste deux ans avec un rendement qu'il n'espérait peut-être plus connaître ce qui lui donne envie de prolonger l'aventure au-delà de son contrat de deux ans avec Greenock Morton.
Lilley enchaîne alors les contrats de courte durée avec des clubs prêts à tenter le coup avec un joueur d'expérience mais d'un âge avancé. Il joue alors pour St. Johnstone et Stirling Albion sur des périodes de quelques mois. St. Johnstone et Stirling Albion sont les seuls clubs pour lesquels Lilley joue sans y marquer de but.
Lilley passe la saison 2008-2009 au sein du Forfar Athletic, où il marque deux buts. Il y possède un contrat d'une année qui n'est pas renouvelé.

## Palmarès
- Vainqueur de la Coupe de la Ligue écossaise en 2004 avec Livingston
- Champion de Scottish Second Division (D3) en 1995 et 2007 Greenock Morton